# Vulture
Vulture — американский новостной сайт, посвящённый новостям индустрии развлечений. Является самостоятельным разделом журнала New York Magazine, описывающим поп-культуру.

## История
Vulture был создан в апреле 2007 года как развлекательный блог на NYMag.com, сайте журнала New York Magazine. Редакторами-основателями были Мелисса Маерц и Дэн Коис. Первоначально в центре внимания были новости телевидения и кинематографа, особенно обзоры последних эпизодов телесериалов. Со временем журнал расширился, начав публиковать новости и критику в других областях высокой и низкой культуры, таких как музыка, книги, комедии и подкасты.
В процессе выхода из журнала New York Magazine в 2010 году сайт Vulture был переоформлен и стал больше похож на «полноценное» онлайн-издание. В феврале 2012 года Vulture получил свой независимый URL/домен Vulture.com.
Первый фестиваль Vulture Festival, являющийся ежегодным двухдневным мероприятием с участием знаменитостей из различных областей поп-культуры, состоялся в Нью-Йорке в 2014 году.
В 2018 году материнская компания Vulture, New York Media, приобрела у Awl Network сайт комедийных новостей Splitsider и включила часть его материалов и редактора Мег Райт в состав Vulture.
В сентябре 2019 года Vulture стала собственностью Vox Media, после того как New York Media была приобретена данной компанией.

## Главные редакторы
Люди, занимавшие должность главного редактора (редакционного директора) в Vulture:
- Джош Волк (2009 — 2014)[11][12]
- Гилберт Круз (2014— 2015)[13][14]
- Нил Яновиц (2015 — н. в.)[13]